# Daniel Aguilar (futbolista mexicano)
Daniel Aguilar Muñoz (Guadalajara, Jalisco; 6 de febrero de 1998) es un futbolista mexicano  que se desempeña en la posición de mediocampista ofensivo en el Caracas FC de la Primera División de Venezuela.

## Trayectoria
Inició jugando en las categorías inferiores del Atlas Fútbol Club para también jugar en el equipo de Liga Premier. Hizo su debut en primera división el 27 de abril de 2019 en la derrota de su equipo 1-0 contra el Club de Fútbol Pachuca.
Para el 2020, se incorpora al Puebla FC donde en sus primeros 2 torneos accederían a cuartos de final. Anotó su primer gol como profesional el 21 de marzo de 2021, en un empate a 4 contra el Deportivo Toluca.

## Estadísticas
Actualizado al último partido jugado el 1 de octubre de 2022.
| Atlas F. C. · México                |               |               |    |   |   |   |   |    |    |   |
| 1ª                                  | 2014-20       | 1             | 0  | 3 | 0 | - | - | 4  | 0  |   |
| Total club                          | Total club    | 1             | 0  | 3 | 0 | 0 | 0 | 4  | 0  |   |
| C. Puebla · México                  |               |               |    |   |   |   |   |    |    |   |
| 1ª                                  | 2020-21       | 23            | 0  | - | - | - | - | 23 | 1  |   |
| 1ª                                  | 2021-22       | 7             | 3  | - | - | - | - | 7  | 0  |   |
| 1ª                                  | 2022-23       | 10            | 3  | - | - | - | - | 10 | 0  |   |
| Total club                          | Total club    | 17            | 0  | 0 | 0 | 0 | 0 | 17 | 0  |   |
| Total carrera                       | Total carrera | Total carrera | 46 | 1 | 1 | 0 | 0 | 0  | 47 | 1 |
| (1)Incluye datos de la Copa México. |               |               |    |   |   |   |   |    |    |   |

### Clubes
| Club              | País   | Año             |
| ----------------- | ------ | --------------- |
| Atlas Fútbol Club | México | 2014 - 2020     |
| Club Puebla       | México | 2020 - presente |